# Алгетское водохранилище
Алгетское водохранилище (груз. ალგეთის წყალსაცავი) — водохранилище на реке Алгети, расположено на территории Тетрицкаройского муниципалитета Грузии, недалеко от села Тбиси. Полный объём водохранилища — 65 млн м³, полезный — 60 млн м³.
На водохранилище планируется построить гидроэлектростанцию «Алгети ГЭС» мощностью 1,1 МВт.
Вода из Алгетского водохранилища используется в системе ирригации Тбиси-Кумиси, которая подаёт воду в деревни Джорджиашвили, Асурети, Борбало, Кода, Марабда, Хаиши, Дурнуки, Косалари и другие селения Марнеульского и Тетрицкаройского муниципалитетов. В 2007 году система орошала 6 га земли, после планируемых мероприятий по её восстановлению ожидается увеличение площади до 11 га.